# Justin Gray
Justin Eugene Gray (* 31. März 1984 in Raleigh, North Carolina) ist ein US-amerikanischer Basketballspieler. Nach dem Studium in seinem Heimatland schaffte Gray nicht den Sprung in die am höchsten dotierte US-Profiliga NBA, sondern spielte in verschiedenen europäischen Ligen, darunter auch in der Basketball-Bundesliga 2011/12 für die Fraport Skyliners aus Frankfurt am Main.

## Karriere
Vor dem Studium hatte Gray, der zuvor die West Charlotte High School in Charlotte (North Carolina) besucht hatte, ein Vorbereitungsjahr an der Oak Hill Academy in Mouth of Wilson in Virginia an der Grenze zu North Carolina, wo er zusammen mit dem späteren NBA All-Star und Olympiasieger Carmelo Anthony in einer Mannschaft spielte. 2002 wechselte er zum Studium an die Wake Forest University zurück in seinen heimatlichen US-Bundesstaat North Carolina. Hier stand er, obwohl selbst Topscorer der Hochschulmannschaft Deamon Deacons und in das First Team der fünf besten Spieler der Atlantic Coast Conference berufen, bald im Schatten des ein Jahr später hinzugekommenen Chris Paul, der später mit Carmelo Anthony Olympiasieger 2008 und 2012 werden sollte. Während er zusammen mit Chris Paul in der U21-Junioren-Nationalmannschaft die Amerikameisterschaften 2004 gewann, meldete sich Paul ein Jahr später bereits zum NBA-Draft 2005 an, während Gray mit der U21-Nationalmannschaft bei der Weltmeisterschaft 2005 nur den fünften Platz belegte, nachdem man im Viertelfinale die einzige Turnierniederlage gegen Kanada hinnehmen musste. Ein Jahr später meldete sich auch Gray zum Entry Draft an, wurde aber im Unterschied zu vielen seiner Mannschaftskollegen aus der Juniorenauswahl wie Rajon Rondo, der ebenfalls nach Gray an der Oak Hill Academy war, Marcus Williams oder Rudy Gay nicht ausgewählt. Während ein weiterer Auswahlspieler wie Allan Ray, der später auch in der deutschen Basketball-Bundesliga spielen sollte, über die Trainingscamps und die NBA Summer League den Sprung in die NBA schaffte, blieb Gray auch dieser Weg versperrt.
Seine Profikarriere begann Gray daher 2006 in Europa beim Royal Basket Club im belgischen Pepinster. Nach einer Spielzeit wechselte er innerhalb Belgiens zum Ligakonkurrenten Dexia aus Mons. Diese nahmen auch am FIBA EuroCup 2007/08 teil, wo sie das Finale knapp mit einem Punkt verloren. In internationalen Spielen gibt es aber keine nachweisbaren Einsätze von Gray, während von seinen Einsätzen für Dexia in nationalen Meisterschaftsspielen übereinstimmend berichtet wird. Für die Spielzeit 2008/09 wechselte Gray zum tschechischen Meister ČEZ Basketball aus Nymburk, mit denen er im Eurocup 2008/09 spielte, aber in der Vorrunde gegen die späteren Viertelfinalisten Iurbentia Bilbao und KK Hemofarm Vršac ausschied. Unter Trainer Muli Katzurin verteidigte man aber das nationale Double. Für die Spielzeit 2009/10 wechselte Gray in die polnische Tauron Liga zu PGE Turów aus Zgorzelec. Der vormalige polnische Vizemeister schied jedoch als Hauptrundenfünfter in der Play-off-Viertelfinalserie vorzeitig aus. Zuvor war man wie Nymburk in der Vorrunde des Eurocup 2009/10 ausgeschieden. Der einzige Sieg in sechs Vorrundenspielen gelang dabei gegen den späteren Final-Four-Teilnehmer Panellinios Athen.
Griechenland war auch 2010 das Ziel von Grays nächster Spielzeit 2010/11, wo er mit PAOK aus Thessaloniki zum dritten Mal in Folge im ULEB Eurocup teilnahm und zum dritten Mal in Folge mit einer Mannschaft in der Vorrunde scheiterte, als man knapp den direkten Vergleich gegen CB Estudiantes verlor. Zum Saisonende verließ Gray den Verein und schloss sich im April 2011 dem Basketballverein aus Donezk in der Basketball Superliga Ukraine an, der jedoch mit Trainer Saša Obradović das nationale Meisterschaftsfinale gegen BK Budiwelnik Kiew verlor. Im Sommer 2011 spielte Gray in der National Basketball League of China, die unterhalb der Chinese Basketball Association angesiedelt ist, für Guangzhou FM. Zu Beginn der BBL-Saison 2011/12 holte ihn sein ehemaliger Trainer Katzurin zu den Fraport Skyliners nach Frankfurt, der deutschen Partnerstadt von Guangzhou. Bei den sechs Vorrundenniederlagen im Eurocup 2011/12 der Frankfurter blieb Gray ohne Einsatz, auch sonst war sein Saisonverlauf von wenigen Einsätzen und Verletzungen geprägt. Am Saisonende löste man den Vertrag in gegenseitigem Einvernehmen auf und Gray schloss sich für den Rest der Spielzeit dem griechischen Erstligisten Enosi Kalathosfairisis aus Kavala in der A1 Ethniki an, die als Hauptrundensechster die Qualifikation für die Meisterschafts-Play-offs schafften.
In der Spielzeit 2012/13 stand Gray zunächst beim französischen Erstligisten Union Poitiers Basket 86 in der LNB Pro A unter Vertrag, doch nachdem dieser Vertrag vorzeitig beendet wurde, wechselte er in die zweite türkische Liga zu Pertevniyal nach Istanbul. In der folgenden Saison ging er in den Libanon und spielte für den Erstligarückkehrer Homenetmen aus Beirut. Nach vier Einsätzen im Februar 2014 ging er zum bulgarischen Erstligisten Rilski Sportist aus Samokow.